# Aeroportul Palm Beach County Glades
Aeroportul Palm Beach County Glades (IATA: PHK, ICAO: KPHK, FAA LID: PHK) este un aeroport din Florida, Statele Unite ale Americii ce deservește zona Pahokee⁠(d).
Situat la o altitudine de 5 m, aeroportul dispune de 1 pistă.

## Infrastructură

### Piste
Aeroportul dispune de o singură pistă. Pista 17/35 are suprafața de asfalt și dimensiunile 4.116 picioare × 75 picioare. 